# Pipemidsäure
Pipemidsäure ist eine synthetisch hergestellte chemische Verbindung aus der Gruppe der Pyridopyrimidine. Die Verbindung ist ein Gyrase-Hemmer und wird daher als Chemotherapeutikum bei Harnwegsinfektionen eingesetzt. Pipemidsäure ist strukturell ähnlich zu Chinolonen; im Vergleich zur Nalidixinsäure trägt sie – neben einem weiteren Stickstoffatom im sekundären Ring (Pyrimidin) – einen zusätzlichen Piperazin-Substituenten.

## Geschichte
1974 erhielt Dainippon Pharmaceutics das Patent auf Pipemidsäure. In Europa war das Antibiotikum unter dem Handelsnamen Deblaston (Madaus) verfügbar.

## Eigenschaften und Nebenwirkungen
Pipemidsäure ist in Wasser nur minimal (322 mg·l−1 bei 23 °C) löslich und wird daher in Form des besser löslichen Megluminsalzes oder des Trihydrats vorwiegend bei Harnwegsinfekten eingesetzt.
Als Nebenwirkungen können Störungen des Magen-Darm-Traktes und allergische Reaktionen auftreten. Der Einsatz ist für Kinder sowie Schwangere kontraindiziert.